# Kampung Lama (Hamparan Perak)
Kampung Lama is een bestuurslaag in het regentschap Deli Serdang van de provincie Noord-Sumatra, Indonesië. Kampung Lama telt 4665 inwoners (volkstelling 2010).